# Categories for the Description of Works of Art
Die Categories for the Description of Works of Art (CDWA) enthalten Katalogisierungsregeln zur Beschreibung, Dokumentation und Katalogisierung von Kunstwerken, Architektur, anderer materieller Kultur, Werkgruppen und -sammlungen sowie zugehörigen visuellen und textuellen Dokumentationen. CDWA ist kein Datenmodell, kann jedoch als konzeptionelles Framework für den Entwurf von Datenmodellen und Datenbanken verwendet werden. CDWA umfasst 540 Kategorien und Elemente, wobei 36 dieser Elemente als Kernelemente bezeichnet werden. Dies entspricht der Mindestinformation, die zur Identifizierung und Beschreibung eines Werkes erforderlich ist. Des Weiteren enthält CDWA grundlegende Richtlinien für das Katalogisieren, Diskussionen und Beispiele.

## Zweck
CDWA wurde für die Bedürfnisse derjenigen formuliert, die Informationen über kulturelle Werke aufzeichnen, pflegen und abrufen. Zum Publikum gehören demnach Museen, Archive, Bibliotheken, Sammlungen visueller Ressourcen, Wissenschaftler und andere, die Informationen zu kulturellen Werken erfassen und katalogisieren.
Darüber hinaus bietet CDWA Richtlinien, die bewährte Verfahren für die Dokumentation von Kunstwerken, Architektur und anderen kulturellen Werken beschreiben. Die Verwendung dieser Richtlinien soll zur Integrität und Langlebigkeit der Daten beitragen und deren Migration in neue Systeme erleichtern. Zudem soll die Verwendung von CDWA dazu beitragen, den Endnutzern einen konsistenten und zuverlässigen Zugang zu Informationen zu ermöglichen – unabhängig vom System oder Datenmodell, in welchem sie sich befinden.
CDWA kann als konzeptionelles Framework verwendet werden, auf welches bestehende Kunstinformationsstrukturen abgebildet und neue Datenmodelle referenziert werden können.

## Geschichte
CDWA ist ein Produkt der in den USA ansässigen und in den frühen 1990ern gegründeten Art Information Task Force (AITF). Mitglieder der AITF waren Kunsthistoriker, Museumskuratoren und -registratoren, Fachleute für visuelle Ressourcen, Kunstbibliothekare und Informationsmanager. Ihre Arbeit bestand darin, den Dialog zwischen Kunsthistorikern, Kunstrepositorien und Informationsanbietern zu fördern, um gemeinsame Richtlinien für die Beschreibung von Kunstwerken und Architektur zu entwickeln.
Die Arbeit der AITF wurde vom J. Paul Getty Trust finanziert. Dieser ist die weltweit größte kulturelle Organisation, die sich den visuellen Künsten widmet. Dazu kam ein zweijähriger Zuschuss des National Endowment for the Humanities (NEH) und der College Art Association (CAA).

## Datenstruktur
Ursprünglich sah CDWA eine relationale Datenstruktur vor, bei der die Datensätze der Werke hierarchisch miteinander verknüpft werden. Zudem wird empfohlen, separate Dateien für einige die Kategorien der Autoritäten zu führen. Dies hat den Vorteil, dass diese Informationen nur einmal zusammengetragen werden müssen und dann mit allen entsprechenden Datensätzen verknüpft werden können.
Darüber hinaus wird geraten, Informationen zu Autoritäten mit den Getty Vocabularies oder anderen Standards zu verknüpfen oder von diesen abzuleiten.

## Beziehungen zu anderen Standards
CDWA dient als Basis für viele andere Metadatenstandards zur Beschreibung von kulturellen Werken und wurde zudem auf viele andere Standards abgebildet. Beispielsweise basieren die Standards CDWA Lite, Object ID und die VRA Core Categories 4.0 auf CDWA und CDWA selbst ist gemappt auf MARC, Dublin Core, EAD, METS und DACS.

## CDWA Lite
ARTstor, der J. Paul Getty Trust und RLG Programs/OCLC haben gemeinsam ein XML-Schema zur Beschreibung kultureller Materialien und ihrer Surrogate entwickelt, um ein einfacheres und nachhaltigeres Modell für den Beitrag zu Verbundressourcen zu schaffen. Ausschlaggebend für diese Initiative war das Fehlen eines Dateninhaltsstandards, der speziell für einzigartige kulturelle Werke entwickelt wurde, und eines technischen Formats, um diese Daten in einem maschinenlesbaren Format auszudrücken.
CDWA Lite ist ein XML-Schema zur Beschreibung von Kerndatensätzen für Kunstwerke und materielle Kultur, das auf CDWA und dem Inhaltsstandard Cataloging Cultural Objects (CCO) basiert. CDWA Lite-Datensätze waren für die Einspeisung in Verbundkataloge und andere Repositorien vorgesehen, die das Harvesting-Protokoll der Open Archives Initiative (OAI) verwenden. Das CDWA-Lite-Schema wurde erweitert und in das Lightweight Information Describing Objects Schema (LIDO) integriert, das auf der CIDOC-Website verfügbar ist.